# Dilas Diodenlaser
DILAS Diodenlaser ist ein deutscher Hersteller von Halbleiterlasern für industrielle Anwendungen, sowohl als OEM-Hersteller (Erstausrüster), als auch als Anbieter von Komplett-Systemen. Das Unternehmen ist eine Tochtergesellschaft der  Coherent Inc. aus den USA.

## Historische Entwicklung
1994 erfolgte die Gründung der DILAS Diodenlaser GmbH in Mainz. 1997 wurde das Unternehmen in den weltweit agierenden Rofin-Sinar-Konzern integriert. Eine Niederlassung wurde im Jahr 2005 als DILAS Diode Laser, Inc. in Tucson, Arizona (USA) eröffnet.
DILAS produzierte 2007 den bis dahin stärksten Diodenlaser mit einer Leistung von 11 kW.
2008 wurde eine weitere Niederlassung als DILAS Diodenlaser China Co., Ltd. in Shanghai (China) eröffnet. Anfang 2016 fusioniert Rofin-Sinar Inc. seine beiden Geschäftseinheiten DILAS Diodenlaser GmbH, Mainz und m2k-Laser, Freiburg, um Synergieeffekte in der Halbleiterprozessierung besser zu nutzen. Im September 2016 schlossen sich Coherent Inc. und Rofin-Sinar Inc. zusammen, seitdem ist DILAS Teil von Coherent und wurde zunächst als Co-Branding Coherent-DILAS fortgeführt.
2019 erfolgte die Umstellung des Logos auf Coherent. 
Im Jahr 2022 erfolgte die Übernahme von Coherent Inc. durch die II-VI-Corporation. Dabei wurde auch der Firmenname Coherent übernommen und ein neues Logo eingeführt, um dem neuen Coherent auch optisch Rechnung zu tragen.